# Keala Kaumeheiwa
Keala Kaumeheiwa (* 1966 in Oswego, New York) ist ein US-amerikanischer Jazzmusiker (Kontrabass).

## Leben und Wirken
Kaumeheiwa wuchs in Marquette, Michigan, auf und begann mit 18 Jahren Kontrabass zu spielen. Er erwarb 1990 den Bachelor of Music an der University of Wisconsin-Madison, an der er bei dem Bassisten Richard Davis sowohl Jazz als auch klassische Musik studierte. Von Wisconsin zog er schließlich nach New York City, wo er mit dem New York String Orchestra in der Carnegie Hall und im Kennedy Center auftrat, des Weiteren mit Betty Carter und Billie Pierce spielte. Nach seinem Umzug 1995 in die Region Boston studierte er Jazzbass und Improvisation bei Ron Carter im Rahmen der Eröffnungsklasse des Thelonious Monk Institute of Jazz Performance am New England Conservatory of Music (Abschluss 1997). In der Zwischenzeit setzte er sein klassisches Bassstudium bei Donald Palma fort. Während seiner Zeit am Monk Institute trat er mit Jimmy Heath, Jackie McLean, Herbie Hancock, Wayne Shorter, Wynton Marsalis, Bobby Watson, Harry „Sweets“ Edison, T. S. Monk und James Moody auf.
Seit 2001 ist Kaumeheiwa Affiliated Artist am Massachusetts Institute of Technology und unterrichtet Jazz-Combo-Ensembles. Er trat in ganz Italien auf, beim Havana Jazz Festival sowie freiberuflich in Boston, häufig im Sculler’s Jazz Club, in Ryles, im Wally’s Jazz Cafe und in der Regattabar. Im Bereich des Jazz war er laut Tom Lord zwischen 1998 und 2019 an 21 Aufnahmesessions beteiligt, u. a. mit John Stein, Timo Shanko, Patrice Williamson, Daniel Ian Smith & The New World Jazz Composers Octet sowie mit Carmen París und dem Greg Hopkins Concert Jazz Orchestra Boston, zuletzt mit dem Felipe Salles Interconnections Ensemble.